# 小舌鼻音
小舌鼻音是輔音的一種，在國際音標中以⟨ɴ⟩（即小型大写字母N）表示，在X-SAMPA中以N\表示。因为響度高，且很難在小舌接觸時產生鼻腔發音，所以極為罕見。僅在少數幾種口語中作為音位出現。
常以其他音素的變體出現， 例如在克丘亞語中在小舌塞音之前為/n/的音位變體，或在Selkup中在另一個鼻音前為/q/的音位變體。 但是，據報導它在少數幾種語言中作為獨立的音位存在。 例子包括克拉蘭語，圖阿雷格柏柏爾語的Tawellemmet和Ayr變種，Khams藏族的Rangakha方言，至少兩種白語，巴布亞語Mapos Buang。在Mapos Buang和白語中，它與软腭鼻音对立。
在Yanyuwa语等语言中存在前小舌鼻音(pre-uvular nasal)，该音的发音位置比小舌鼻音靠前，介于软腭鼻音和小舌鼻音之间。它也是汉语普通话中后鼻音的音位变体之一。用国际音标表记这个音需要添加附加符号，为[ɴ̟], [ŋ̠]或[ŋ˗]。此音的X-SAMPA符号是N\_+ 或N_-。

## 特徵
- 調音方法是閉塞，也就是說通過阻礙空氣在聲腔流動來調音。由於這個輔音也同時是個鼻音，因此被阻塞的氣流會從鼻逸出。

- 調音部位是小舌，即是以舌根部位抵住小舌調音。

- 發聲類型是濁音，意味着發音時聲帶顫動。

- 本輔音是鼻音，調音時空氣會從鼻逸出。

- 本輔音為中央輔音，調音時氣流在口腔的中央流過舌面，而不從兩側流過。
- 氣流機制是肺部氣流，即由肺與橫膈膜驱动空气。

## 出現於
| 語言       | 語言             | 詞彙        | IPA            | 意義   | 注释                                                           |
| ---------- | ---------------- | ----------- | -------------- | ------ | -------------------------------------------------------------- |
| 南非語     | 多数             |             | [ˈɑːɴχənɑːm]   | 愉快   | /n/在/χ/前的條件變體；在正常对话時被理解為/n/ 。參見南非語音系 |
| 阿拉伯語   | 现代标准阿拉伯语 |             | [ˌɪɴ.qʰɪˈlæːb] | 叛亂   | /n/在/q/前的條件變體; 在正常通話時更多被理解為/n/。            |
| 亞美尼亞語 | 亞美尼亞語       |             | [ɑɴˈχɛlkʰ]     | 無腦   | 正式口语/n/在軟齶音前的條件變體。                              |
| 荷蘭语     | 荷蘭语           |             | [ˈaːɴχəˌnaːm]  | 愉快   | /n/和/ŋ/在使用[χ]的方言中的變體。正式口语中可以被理解为[n]。   |
| 格魯吉亞語 | 格魯吉亞語       |             | [ziɴqʼi]       | 髖關節 | /n/在軟齶音前的條件變體。                                      |
| 因纽特语   | 因纽特语         | namunganmun | [namuŋaɴmuɴ]   | 去哪？ |                                                                |
| 日語       | 日語             | ／ hon      | [hõ̞ɴː]         | 書     | 參見日語音系                                                   |
| 格陵兰语   | 格陵兰语         | paarngorpoq | [paaɴːoʁpoq]   | 爬行   |                                                                |
| 克拉蘭語   | 克拉蘭語         | sqəyáyŋəxʷ  | [sqəˈjajɴəxʷ]  | 大樹   | 與聲門化的形態對立。                                           |
| 白語       | 恩棋方言         |             | [ɴa˨˩]         | 走     | 作為音位和/ŋ/對立。                                            |
| 克丘亞語   | 秘魯方言         |             | [ˈs̠oɴqo]       | 心     | /n/的條件變體。                                                |
| 西班牙語   | 西班牙語         |             | [ẽ̞ɴˈχuto̞]      | 乾癟   | /n/的條件變體。                                                |
| 土庫曼語   | 土庫曼語         |             | [dʒʌɴ]         | 鈴鐺   | 與/ŋ/對立。                                                    |